# Пиндиншань
Пиндинша́нь (кит. упр. 平顶山, пиньинь Píngdǐngshān) — городской округ в провинции Хэнань КНР.

## История
Хотя эти места населены с древнейших времён, до недавнего времени они не были объединены в единую административную структуру.
В 1953 году правительством КНР было принято решение о начале добычи в этих местах каменного угля в промышленных масштабах. В 1956 году в составе Специального района Сюйчан (许昌专区) были созданы Партийный комитет Пиндиншаньского горнодобывающего района (中共平顶山矿区委员会) и Пиндиншаньский местный комитет (平顶山办事处). В марте 1957 года решением Госсовета КНР был создан город Пиндиншань, подчинённый напрямую властям провинции Хэнань. В 1960 году к городу Пиндиншань был присоединён уезд Баофэн, однако в 1961 году он был воссоздан.
В 1964 году город Пиндиншань был преобразован в Особый район Пиндиншань (平顶山特区), обладающий двойной подчинённостью: министерство угольной промышленности отвечало за добычу угля, а власти провинции Хэнань — за всё остальное. В 1968 году опять был создан город Пиндиншань, по-прежнему подчинённый напрямую властям провинции Хэнань. В 1969 году в составе Пиндиншаня были созданы районы Синьхуа и Дунвэй. В 1971 году был создан Западный район. В 1977 году в состав Пиндиншаня из состава уезда Уян был передан район Уган, но в 1979 году он перешёл под прямое подчинение властям округа Сюйчан, а в 1982 году вновь перешёл под юрисдикцию Пиндиншаня.
В 1983 году из состава округа Сюйчан под юрисдикцию Пиндиншаня перешли уезды Лушань, Баофэн и Есянь. В 1986 году под юрисдикцию Пиндиншаня перешли уезды Сянчэн и Цзясянь из состава округа Сюйчан, и уезд Линьжу из состава округа Лоян. В 1988 году уезд Линьжу был преобразован в городской уезд Жучжоу, а в 1990 году район Уган также был преобразован в городской уезд; оба эти городских уезда были подчинены напрямую властям провинции Хэнань, которые делегировали управление ими городскому округу Пиндиншань.
В 1994 году Пригородный район Пиндиншаня был преобразован в район Чжаньхэ. В 1996 году уезд Сянчэн был возвращён в состав округа Сюйчан. В 1997 году Западный район был переименован в район Шилун.
В 2014 году Жучжоу был выведен из подчинения властям Пиндиншаня, и стал подчиняться напрямую властям провинции Хэнань.

## Административно-территориальное деление
Городской округ Пиндиншань делится на 4 района, 1 городской уезд, 4 уезда:
| Карта | #              | Статус  | Название | Иероглифы    | Пиньинь | Площадь (км²) | Население (2011) |
| ----- | -------------- | ------- | -------- | ------------ | ------- | ------------- | ---------------- |
|       |                |         |          |              |         |               |                  |
| 1     | Район          | Синьхуа | 新华区   | Xīnhuá qū    | 157     | 410 000       |                  |
| 2     | Район          | Вэйдун  | 卫东区   | Wèidōng qū   | 103     | 320 000       |                  |
| 3     | Район          | Шилун   | 石龙区   | Shílóng qū   | 52      | 60 000        |                  |
| 4     | Район          | Чжаньхэ | 湛河区   | Zhànhé qū    | 124     | 250 000       |                  |
| 5     | Городской уезд | Уган    | 舞钢市   | Wǔgāng shì   | 645     | 340 000       |                  |
| 6     | Уезд           | Баофэн  | 宝丰县   | Bǎofēng xiàn | 722     | 540 000       |                  |
| 7     | Уезд           | Есянь   | 叶县     | Yè xiàn      | 1387    | 880 000       |                  |
| 8     | Уезд           | Лушань  | 鲁山县   | Lǔshān xiàn  | 2406    | 940 000       |                  |
| 9     | Уезд           | Цзясянь | 郏县     | Jiá xiàn     | 727     | 640 000       |                  |

## Экономика
В городе расположен металлургический завод HBIS Group.

## Города-партнёры
- Сызрань (Россия) с 28 ноября 2000 г.[2]